# Adélaïde de Villich
Pour les articles homonymes, voir Adélaïde.
Adélaïde de Villich (ou Vilich), aussi appelée Alice ou Alix, née à Gueldre vers 960 ou 970 et morte à Cologne le 5 février 1015 est une abbesse bénédictine et une sainte catholique.

## Biographie
Adélaïde est la fille de Mégingoz de Gueldre, préfet de la région, et Gerberge de Metz. Elle est née vers 960, probablement au château de Gueldre, en Allemagne. 
Elle grandit et elle est formée au monastère de sainte Ursule à Cologne. À la mort de son frère, ses parents font construire le monastère de Villich (de), situé près de Bonn, dont elle devient la première abbesse. Elle y fait appliquer la règle de saint Benoît,,,. Elle se fait remarquée par une grande attention aux pauvres et de nombreux actes de charité.
Saint Héribert, archevêque de Cologne, la sollicite pour devenir abbesse du couvent Sainte-Marie de Cologne. Elle refuse. L'évêque en appelle à l'empereur Otton III qui appuie sa demande et arrache l'accord de la religieuse qui se retrouve abbesse de deux couvents en même temps.
La tradition rapporte que lors d'une grande sécheresse, Adélaïde s'était rendue dans un champ pour implorer Dieu « pour les hommes et les bêtes ». À genoux sur le sol, appuyée sur son bâton d'abbesse, une source aurait jailli sous son bâton. Un puits aurait été creusé sur ce lieu même et aujourd'hui encore les hommes y viennent en pèlerinage.
Elle meurt le 5 février 1015 dans le monastère de Sainte-Marie à Cologne. Mais elle est transférée à Villich pour être enterrée dans le cloitre du monastère, conformément à sa demande. Très vite, son culte se développe, et face à l'afflux des pèlerins, sa tombe doit être déplacée dans l'église de la collégiale Saint-Pierre de Villich. De nombreux miracles lui sont attribués,.
Ses attributs sont le pain et le bâton. Elle est la sainte patronne contre les problèmes de santé oculaires.

## Notoriété

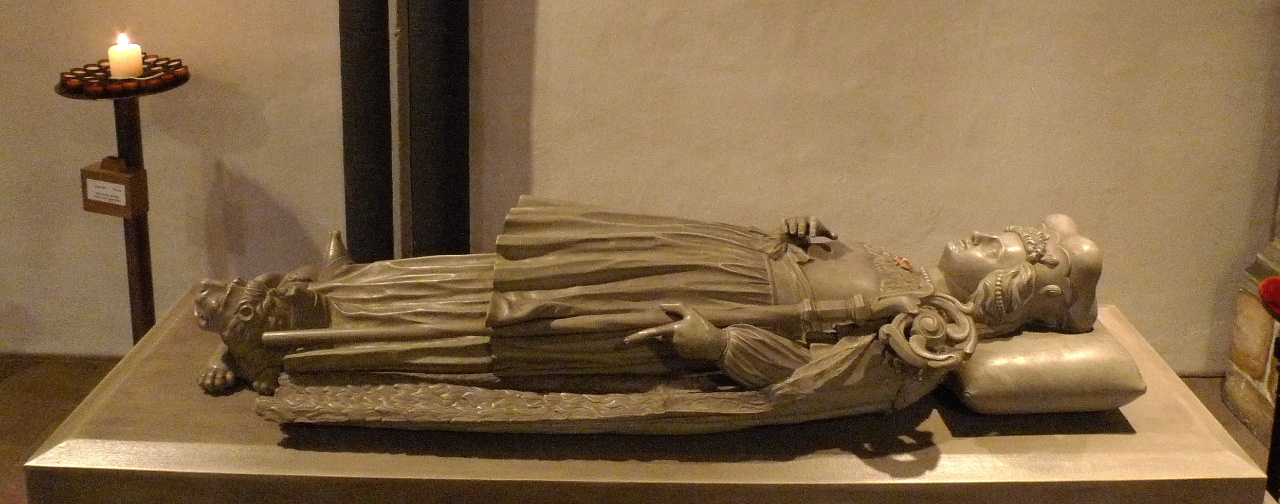
Gisant d'Adélaïde de Villich dans l'église paroissiale de Saint-Pierre à Vilich.

Le second dimanche de septembre se tient la plus grande fête foraine de la Rhénanie : la Putzchens Markt (de). Au cours de cette foire, les visiteurs se rendent autour du puits creusé par Adélaïde lors d'une grande sécheresse.
Son culte s'est diffusé jusqu'en France sous le nom d'Alice (de Villich).
Le 27 janvier 1966, le pape Paul VI reconnaît son culte. Elle est célébrée le 5 février.
À Villich (de), sa fête est célébrée chaque année le 5 février.